# Heads and Hearts
Heads and Hearts is het vierde studioalbum van de Britse newwaveband The Sound. Het album kwam uit in 1984. De toon van het album is opgewekter dan die van de andere Sound-albums. Heads and Hearts verscheen op cd als een compilatiealbum (samen met de in 1984 gemaakte ep, Shocks of Daylight.

## Bezetting
Adrian Borland - Zang, gitaar
Max Mayers - Keyboards
Graham Bailey - Bas
Mike Dudley - Drums
Ian Nelson* - Saxofoon
Sarah Smith* - Saxofoon
Tim Smith* - Trompet
- geen Sound-leden

## Tracklist
Alle nummers zijn geschreven door Borland/Mayers/Bailey/Dudley.
1. Whirlpool
2. Total Recall
3. Under You
4. Burning Part of Me
5. Love Is Not a Ghost
6. Wildest Dreams
7. One Thousand Reasons
8. Restless Time
9. Mining for Heart
10. World As It Is
11. Temperature Drop